# Poșta Câlnău
Poșta Câlnău è un comune della Romania di 5 918 abitanti, ubicato nel distretto di Buzău, nella regione storica della Muntenia.
Il comune è formato dall'unione di 6 villaggi: Aliceni, Coconari, Poșta Câlnău, Potîrnichești, Sudiți, Zilișteanca.